# Vicoli
Vicoli è un comune italiano di 376 abitanti della provincia di Pescara in Abruzzo. Faceva parte della comunità montana Vestina.

## Storia
Il castello di Vicoli è noto nella fonti fin dagli inizi del XII secolo: nel 1112 il vescovo di Penne Eriberto lo dona a Sansone, abate del monastero benedettino di San Bartolomeo di Carpineto, insieme al vicino ma distinto castello di La Penna (oggi frazione), e nel 1116 compare dotato della chiesa di San Nicola in una bolla di Papa Pasquale II. Il borgo medievale si sviluppò sotto il controllo della famiglia Corva (XV secolo). Il territorio del pescarese circostante (Cugnoli-Catignano-Nocciano) era in possesso degli Aliprandi-De Sterlich. Il borgo aveva una formazione medievale circolare con un castello e una chiesa. Fino agli anni '20 era ancora operativo, quando però, dopo la seconda guerra mondiale (per vie di igiene ed espansione), venne abbandonato.
Negli anni '50 infatti sorse il nuovo abitato di Vicoli sopra la collina estesa che sovrasta il borgo vecchio, denominata "Vicoli Nuova". Il nuovo centro si compone di una lunga fila di case disposte a scacchiera lungo la via principale che funge anche da strada provinciale. Di interesse c'è la nuova chiesa moderna di San Vincenzo Ferrer.

## Monumenti e luoghi d'interesse

### Architetture religiose

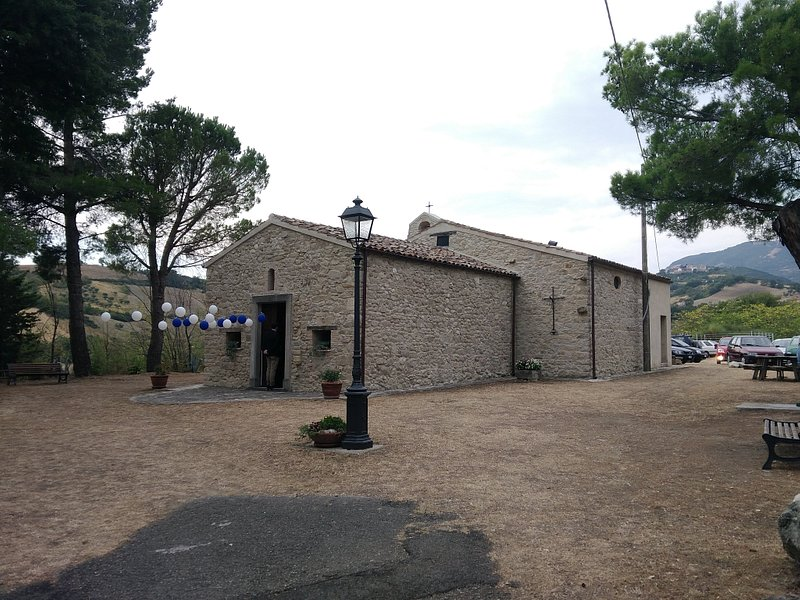
Chiesa della Madonna dei cinghiali

- Chiesa vecchia di San Rocco: si trova all'ingresso di Vicoli Vecchio, è una semplice cappella con icona votiva.
- Parrocchia di San Rocco: si trova nella piazza principale, di fronte al Palazzo delle poste. La chiesa ha aspetto moderno, a pianta quadrata, sovrastata da una cupola a calotta sferica.
- Chiesa della Madonna dei Cinghiali: il monumento storico di maggiore interesse di Vicoli, si trova in contrada Le Pietre. Sorse nel luogo dove la Madonna salvò un pellegrino dall'attacco di un cinghiale, essendo situata nei pressi di un burrone frondoso. La chiesa è in pietra grezza, realizzata a cappella.

#### Chiesa vecchia di San Vincenzo Ferrer
La vecchia chiesa fu completata nel XVIII secolo in pietra sbozzata, con navata unica e campanile a torre. Fino al 2011 era l'unico monumento del borgo vecchio di Vicoli ad esser stato restaurato, con la copertura dell'intera facciata (anni '30) da intonaco certosino e con la realizzazione al centro di un rosone di pietra, in sostituzione al classico finestrone barocco.

### Borgo di Vicoli Vecchio
Nel 2011 è partito il lavoro di restauro del vecchio borgo per renderlo più fruibile al turismo. Il borgo infatti si trova in un fosso sotto Vicoli Nuova, difficilmente raggiungibile per la stretta e ripida via a doppio senso di marcia (che però in realtà riesce a contenere solo un unico senso). Il progetto propone un allargamento della via, e la realizzazione di un incrocio a rotatoria, con una fontana monumentale. Il progetto prevede anche l'allestimento di un Parco Territoriale Attrezzato il cui cuore è proprio il vecchio centro medievale.
Il centro medievale si compone della chiesa di San Vincenzo, posta poco fuori dall'abitato, e di alcune case di pietra a un piano unico, e di alcune tardo-settecentesche a più piani, ossia delle palazzine. C'è anche un palazzo umbertino, mentre un palazzo più in fondo è ritenuto essere l'antico Castello Baronale, le cui tracce sono visibili dalla facciata con due possenti bastioni di pietra e il portale ad arco a sesto acuto (tardogotico).
Nel borgo antico quasi ogni anno vi si svolge il Presepe vivente

## Società

### Evoluzione demografica
Abitanti censiti

## Amministrazione
| Periodo | Periodo   | Primo cittadino  | Partito      | Carica  | Note |
| ------- | --------- | ---------------- | ------------ | ------- | ---- |
| 2009    | 2014      | Catia Di Iulio   | lista civica | Sindaco |      |
| 2014    | in carica | Catia Campobasso | lista civica | Sindaco |      |

## Sport
Ha sede nel comune la società di calcio Catignano Vicoli, militante in 3ª Categoria.